# Четврта македонска ударна бригада
Четврта македонска ударна бригада НОВЈ формирана је 24. јула 1944. у селу Лисец на планини Плачковици од Плачковичког партизанског одреда, делова Друге и Треће македонске бригаде те новопридошлих бораца.

## Борбени пут бригаде
Водила је борбе против бугарских снага код села Митрашинци код Берова (14. август), на планини Плачковици (16. август), код Берова (23. август), извршила напад на Виницу (30. август), а после борбе против немачких снага ослободила Струмицу 9. септембра. Након тога је ушла у састав 50. македонске дивизије НОВЈ и наставила да учествује у борбама против немачких снага код Струмице, села Нова Махала и Амзали и на комуникацији Струмица–Берово (22. септембар–3. октобар).
У садејству с осталим јединицама ослободила је Берово 3. октобра и наставила гоњење непријатеља у рејону Голеша код Костуриног, на комуникацији Валандово–Струмица, а затим је ослободила Валандово, Удово и Дојран 7. новембра. Након тога је упућена да затвори југословенско-грчку границу од Ђевђелије до тромеђе с Бугарском.
Бригада је одликована Орденом заслуга за народ.